# Пік Меру
Пік Меру — гора в Гімалаях, розміщена у штаті Уттаракханд на півночі Індії. Висота гори — 6660 м. Гора має 3 вершини: південну (6660 м), центральну (6310 м) та північну (6476 м). Вперше підкорена у 1953 р. Джиммі Робертсом та Сеном Тенсінгом. Південна та північна вершини були підкорені раніше ніж технічно складна центральна вершина, вперше підкорена Валерієм Бабановим у 2001. У Непалі північна вершина вважається найвищою для пішохідного туризму. З вершини Піка Меру відкривається панорама на 5 з 6  найвищих вершин світу: Еверест, Канченджанга, Лхоцзе, Макалу та Чо-Ойю. Маршрут «Плавник Акули» на центральну вершину вважається одним з найскладніших у світі. Вперше був пройдений у жовтні 2011 Конрадом Анкером, Джиммі Чіном та Ренаном Озтюрком. У тому ж році російський альпініст Валерій Бабанов здійснив одиничне сходження на центральну найвищу вершину гори. У липні 2006 Глен Сінглмен та Хізер Свен здійснили з Піку Меру найвищий стрибок з парашутом з висоти 6604 м.

## Ресурси Інтернету
- Восхождение на Пик Мера, Mera Peak — 6476 м [Архівовано 9 січня 2013 у Wayback Machine.]
- Фототека Валерія Бабанова Meru pik [Архівовано 30 травня 2013 у Wayback Machine.]
- Меру Пік. Дуже гарна фотографія
- Фільм «Меру» 2015 [Архівовано 9 листопада 2020 у Wayback Machine.]